# Marcus Agius
Marcus Ambrose Paul Agius (22 juli 1946) is een Brits bankier, belegger en bestuurder.

## Leven en werk
Agius werd in 1946 geboren. Na het St George's College studeerde hij economie en industriële wetenschappen aan de Universiteit van Cambridge. Vervolgens behaalde hij zijn master of business administration aan de Harvard Business School. Hij begon zijn carrière als directeur van Lazard in Londen. Vervolgens was hij werkzaam als voorzitter van de raad van commissarissen van de vliegveldenexploitant BAA. Thans is Agius voorzitter van de raad van commissarissen van de financiële instelling Barclays en commissaris van de omroep British Broadcasting Corporation.